# Gare de Starokostiantyniv-I
La gare de Starokostiantyniv-I (en ukrainien : станція Шепетівка) est une gare ferroviaire située dans la ville de Starokostiantyniv en Ukraine.

### Accueil

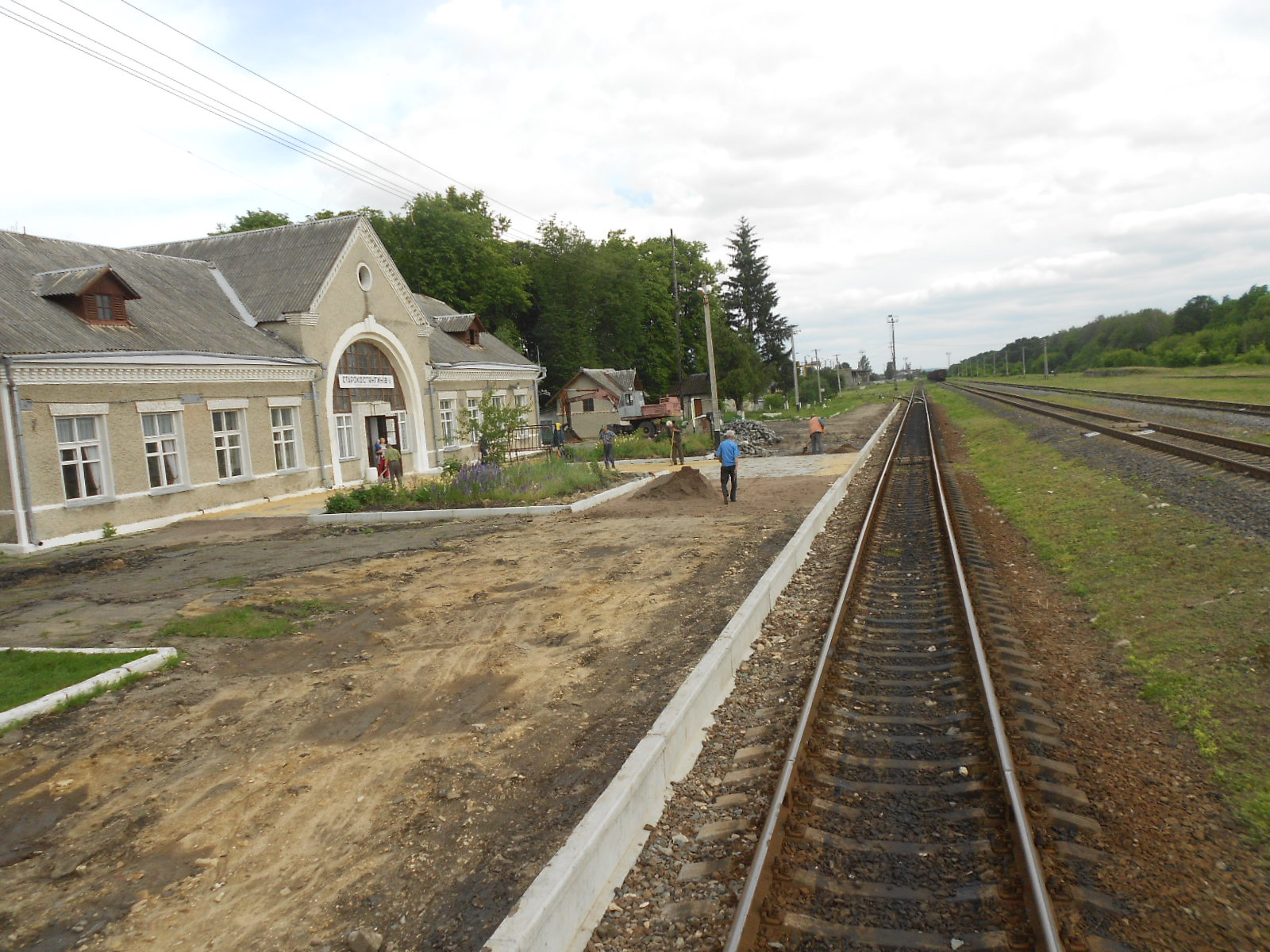
Côté voies.

## Histoire

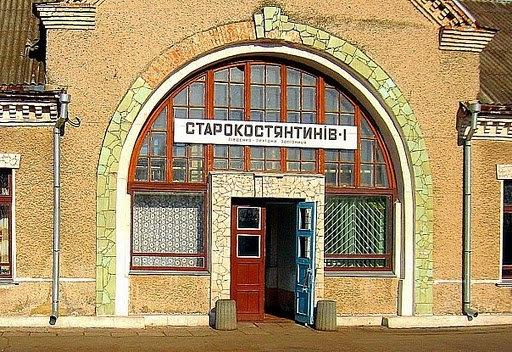
Avec son nom.

La gare est ouverte en 1914.

## Service des voyageurs

### Desserte
Un train qui relie la gare de Chepetivka à celle de Khmelnytskyï.

### Intermodalité
Elle est exploitée par Pivdenno-Zakhidna zaliznytsia du réseau national ukrainien.